# Vulpes vulpes griffithi
Vulpes vulpes griffithi es una subespecie de  mamíferos carnívoros  de la familia Canidae.

## Distribución geográfica
Se encuentran en Asia: Afganistán.